# Nuoto ai campionati europei di nuoto 2022 - 200 metri stile libero femminili
La gara dei 200 metri stile libero femminili dei campionati europei di nuoto 2022 si è svolta il 13 e il 14 agosto 2022. Al mattino del 13 agosto si sono svolte le batterie e nel pomeriggio le semifinali, mentre la finale si è disputata nel pomeriggio del 14 agosto.

## Podio
| Pos.    | Atleta             | Nazione       |
| ------- | ------------------ | ------------- |
| Oro     | Marrit Steenbergen | Paesi Bassi   |
| Argento | Freya Anderson     | Gran Bretagna |
| Bronzo  | Isabel Marie Gose  | Germania      |

## Record
Prima della manifestazione il record del mondo (RM), il record europeo (EU) e il record dei campionati (RC) erano i seguenti.
|  | 1'52"98 | Federica Pellegrini | 29 luglio 2009 Roma   |
|  | 1'52"98 | Federica Pellegrini | 29 luglio 2009 Roma   |
|  | 1'54"95 | Charlotte Bonnet    | 6 agosto 2018 Glasgow |

Durante la competizione non sono stati migliorati record.

## Risultati

### Batterie
| Pos. | Batteria | Corsia | Atleta                   | Nazionalità   | Tempo   | Note  |
| ---- | -------- | ------ | ------------------------ | ------------- | ------- | ----- |
| 1    | 4        | 5      | Isabel Marie Gose        | Germania      | 1'59"17 | Q     |
| 2    | 2        | 4      | Janja Šegel              | Slovenia      | 1'59"48 | Q     |
| 3    | 2        | 3      | Aleksandra Polańska      | Polonia       | 1'59"55 | Q     |
| 4    | 2        | 6      | Imani de Jong            | Paesi Bassi   | 1'59"57 | Q     |
| 5    | 2        | 5      | Nikolett Pádár           | Ungheria      | 1'59"62 | Q     |
| 6    | 3        | 3      | Marrit Steenbergen       | Paesi Bassi   | 2'00"01 | Q     |
| 7    | 4        | 3      | Valentine Dumont         | Belgio        | 2'00"12 | Q     |
| 8    | 4        | 4      | Freya Anderson           | Gran Bretagna | 2'00"14 | Q     |
| 9    | 3        | 4      | Charlotte Bonnet         | Francia       | 2'00"21 | Q     |
| 10   | 4        | 6      | Silke Holkenborg         | Paesi Bassi   | 2'00"35 |       |
| 11   | 3        | 5      | Katja Fain               | Slovenia      | 2'00"40 | Q     |
| 12   | 4        | 7      | Antonietta Cesarano      | Italia        | 2'00"44 | Q     |
| 13   | 4        | 2      | Julia Mrozinski          | Germania      | 2'00"59 | Q     |
| 14   | 2        | 2      | Alice Mizzau             | Italia        | 2'00"67 | Q     |
| 15   | 3        | 6      | Ajna Késely              | Ungheria      | 2'01"08 | Q DSQ |
| 16   | 1        | 3      | Karyna Snitko            | Ucraina       | 2'01"49 | Q     |
| 17   | 2        | 7      | Noemi Cesarano           | Italia        | 2'01"56 |       |
| 18   | 3        | 7      | Linda Caponi             | Italia        | 2'01"81 |       |
| 19   | 3        | 0      | Ainhoa Campabadal        | Spagna        | 2'01"88 | Q     |
| 20   | 4        | 8      | Snæfríður Jórunnardóttir | Islanda       | 2'02"00 | Q     |
| 21   | 3        | 1      | Océane Carnez            | Francia       | 2'02"19 |       |
| 22   | 2        | 0      | Victoria Catterson       | Irlanda       | 2'02"56 |       |
| 23   | 2        | 8      | Marina Heller Hansen     | Danimarca     | 2'02"89 |       |
| 24   | 1        | 4      | Hanna Bergman            | Svezia        | 2'02"91 |       |
| 25   | 1        | 7      | Lena Opatril             | Austria       | 2'03"13 |       |
| 26   | 3        | 8      | Aleksandra Knop          | Polonia       | 2'03"15 |       |
| 27   | 4        | 9      | Monique Olivier          | Lussemburgo   | 2'03"36 |       |
| 28   | 2        | 1      | Janna van Kooten         | Paesi Bassi   | 2'03"49 |       |
| 29   | 2        | 9      | Marta Klimek             | Polonia       | 2'03"68 |       |
| 30   | 4        | 1      | Daria Golovati           | Israele       | 2'03"82 |       |
| 31   | 1        | 2      | Alicia Lundblad          | Svezia        | 2'03"85 |       |
| 32   | 4        | 0      | Sofia Åstedt             | Svezia        | 2'03"88 |       |
| 33   | 1        | 8      | Caroline Wiuff Jensen    | Danimarca     | 2'04"06 |       |
| 34   | 1        | 1      | Elvira Mörtstrand        | Svezia        | 2'04"25 |       |
| 35   | 1        | 5      | Aleksa Gold              | Estonia       | 2'04"42 |       |
| 36   | 1        | 6      | Zhanet Angelova          | Bulgaria      | 2'04"85 |       |
| 37   | 3        | 9      | Wiktoria Guść            | Polonia       | 2'04"99 |       |
| 38   | 3        | 2      | Tamryn van Selm          | Gran Bretagna | 2'05"82 |       |
| 39   | 1        | 0      | Ani Poghosyan            | Armenia       | 2'08"22 |       |
| 40   | 1        | 9      | Sara Dande               | Albania       | 2'17"55 |       |

### Semifinali

#### Semifinale 1
| Pos. | Corsia | Atleta                   | Nazionalità   | Tempo   | Note |
| ---- | ------ | ------------------------ | ------------- | ------- | ---- |
| 1    | 3      | Marrit Steenbergen       | Paesi Bassi   | 1'57"40 | Q    |
| 2    | 6      | Freya Anderson           | Gran Bretagna | 1'57"76 | Q    |
| 3    | 4      | Janja Šegel              | Slovenia      | 1'57"94 | Q    |
| 4    | 2      | Katja Fain               | Slovenia      | 1'58"25 | Q    |
| 5    | 5      | Imani de Jong            | Paesi Bassi   | 1'59"56 |      |
| 6    | 7      | Julia Mrozinski          | Germania      | 2'00"37 |      |
| 7    | 8      | Snæfríður Jórunnardóttir | Islanda       | 2'01"70 |      |
| 8    | 1      | Karyna Snitko            | Ucraina       | 2'02"42 |      |

#### Semifinale 2
| Pos. | Corsia | Atleta              | Nazionalità | Tempo   | Note |
| ---- | ------ | ------------------- | ----------- | ------- | ---- |
| 1    | 4      | Isabel Marie Gose   | Germania    | 1'57"70 | Q    |
| 2    | 2      | Charlotte Bonnet    | Francia     | 1'57"73 | Q    |
| 3    | 3      | Nikolett Pádár      | Ungheria    | 1'57"80 | Q    |
| 4    | 5      | Aleksandra Polańska | Polonia     | 1'58"87 | Q    |
| 5    | 6      | Valentine Dumont    | Belgio      | 1'59"50 |      |
| 6    | 1      | Alice Mizzau        | Italia      | 1'59"59 |      |
| 7    | 7      | Antonietta Cesarano | Italia      | 1'59"84 |      |
| 8    | 8      | Ainhoa Campabadal   | Spagna      | 2'01"34 |      |

### Finale
| Pos. | Corsia | Atleta              | Nazionalità   | Tempo | Note |
| ---- | ------ | ------------------- | ------------- | ----- | ---- |
|      | 4      | Marrit Steenbergen  | Paesi Bassi   |       |      |
|      | 6      | Freya Anderson      | Gran Bretagna |       |      |
|      | 5      | Isabel Marie Gose   | Germania      |       |      |
| 4    | 7      | Janja Šegel         | Slovenia      |       |      |
| 5    | 1      | Katja Fain          | Slovenia      |       |      |
| 6    | 8      | Aleksandra Polańska | Polonia       |       |      |
| 7    | 3      | Charlotte Bonnet    | Francia       |       |      |
| 8    | 2      | Nikolett Pádár      | Ungheria      |       |      |